# Rio da Guarda
O rio da Guarda é um rio do estado do Rio de Janeiro. Tem suas nascentes na Serra da Calçada, em altitude de cerca de 400 metros. Conhecido originalmente como rio Itaguaí, o rio da Guarda tem como limites a Serra da Calçada e Catumbi e os baixos divisores de água que o separam da bacia do Ribeirão das Lajes e canal de São Francisco.
Tem como principais afluentes os rios Cai-tudo (ou Quilombo), Piloto, Valão dos Burros, Valão dos Bois, Valinha, Vala do Sangue e os canais Ponte Preta e de Santo Agostinho. A bacia do rio da Guarda possui 338 km² de área e abrange, parcialmente, os municípios de Itaguaí, Seropédica e Rio de Janeiro.